# Halgerda
Halgerda is een geslacht van weekdieren uit de klasse van de Gastropoda (slakken).

## Soorten
- Halgerda abyssicola Fahey & Gosliner, 2000
- Halgerda albocristata Gosliner & Fahey, 1998
- Halgerda aurantiomaculata (Allan, 1932)
- Halgerda azteca Fahey & Gosliner, 2000
- Halgerda bacalusia Fahey & Gosliner, 1999
- Halgerda batangas Carlson & Hoff, 2000
- Halgerda brunneomaculata Carlson & Hoff, 1993
- Halgerda brycei Fahey & Gosliner, 2001
- Halgerda carlsoni Rudman, 1978
- Halgerda dalanghita Fahey & Gosliner, 1999
- Halgerda diaphana Fahey & Gosliner, 1999
- Halgerda dichromis Fahey & Gosliner, 1999
- Halgerda elegans Bergh, 1905
- Halgerda fibra Fahey & Gosliner, 2000
- Halgerda formosa Bergh, 1880
- Halgerda graphica Basedow & Hedley, 1905
- Halgerda guahan Carlson & Hoff, 1993
- Halgerda gunnessi Fahey & Gosliner, 2001
- Halgerda johnsonorum Carlson & Hoff, 2000
- Halgerda malesso Carlson & Hoff, 1993
- Halgerda maricola Fahey & Gosliner, 2001
- Halgerda okinawa Carlson & Hoff, 2000
- Halgerda onna Fahey & Gosliner, 2001
- Halgerda orientalis Lin, 1991
- Halgerda orstomi Fahey & Gosliner, 2000
- Halgerda paliensis (Bertsch & Johnson, 1982)
- Halgerda punctata Farran, 1902
- Halgerda stricklandi Fahey & Gosliner, 1999
- Halgerda terramtuentis Bertsch & S. Johnson, 1982
- Halgerda tessellata (Bergh, 1880)
- Halgerda theobroma Fahey & Gosliner, 2001
- Halgerda toliara Fahey & Gosliner, 1999
- Halgerda wasinensis Eliot, 1904
- Halgerda willeyi Eliot, 1904
- Halgerda xishaensis Lin, 1975